# Georg Adam von Gaschin
Georg Adam von Gaschin (ur. 1643, zm. 6 października 1719)  – starosta księstwa opolsko-raciborskiego, tajny radca cesarski, komornik, sędzia.
Po śmierci Melchiora Ferdynanda Gaschin w 1665 jako jego spadkobierca stał się najbogatszym magnatem na Górnym Śląsku. Rozbudował kościół na Górze Świętej Anny oraz rozpoczął budowę kalwarii z 33 kapliczkami, wzorowanej na Drodze Krzyżowej w Jerozolimie według projektu włoskiego  architekta Domenico Signo z Opola, której koszt wyniósł 100.000 guldenów reńskich. Ożenił się z Marią von Sarau, a po jej śmierci z Marią von Lobkowitz. Miał syna Franza Karla von Gaschin (1681-1733).

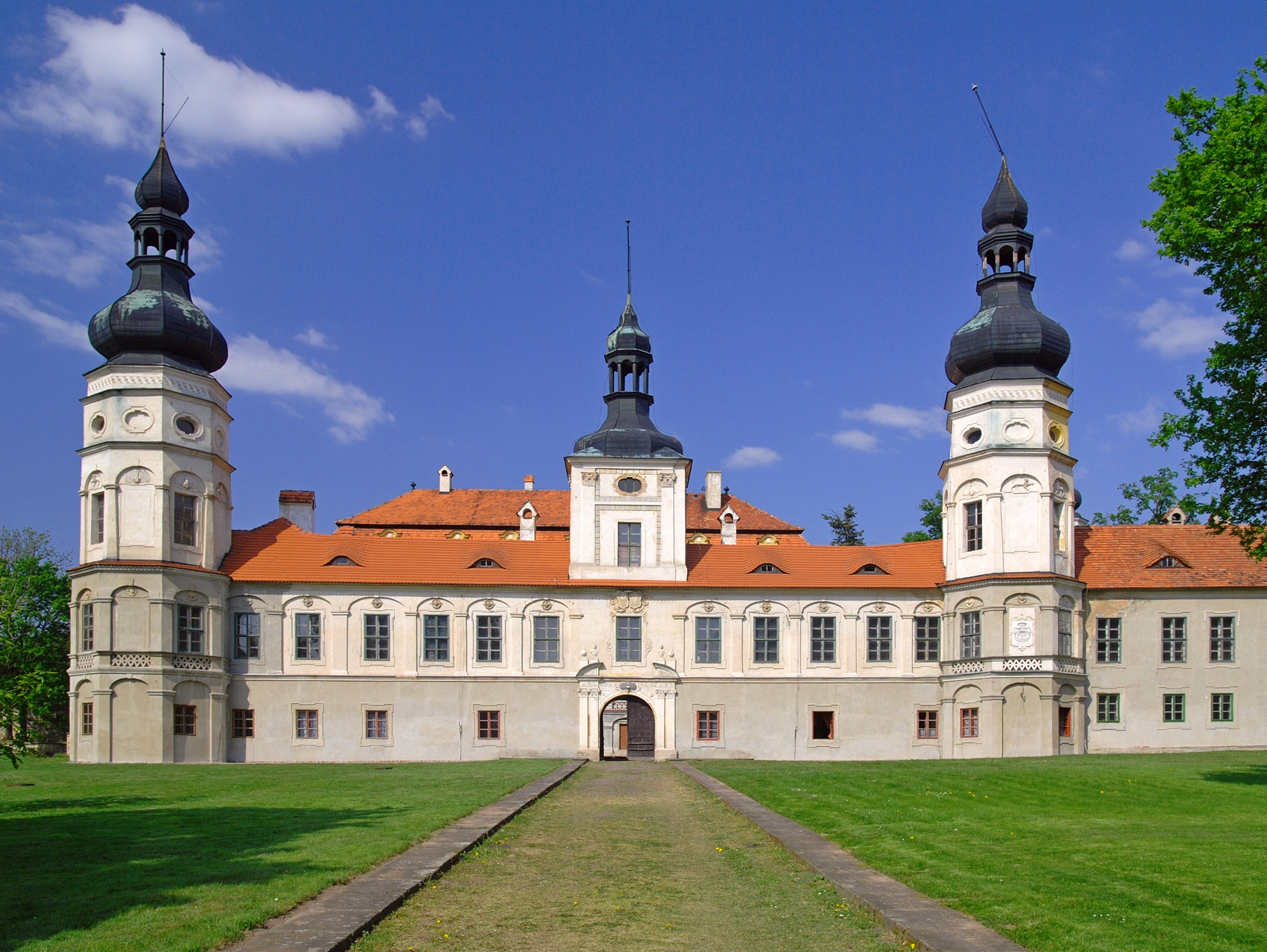
Pałac w Żyrowej
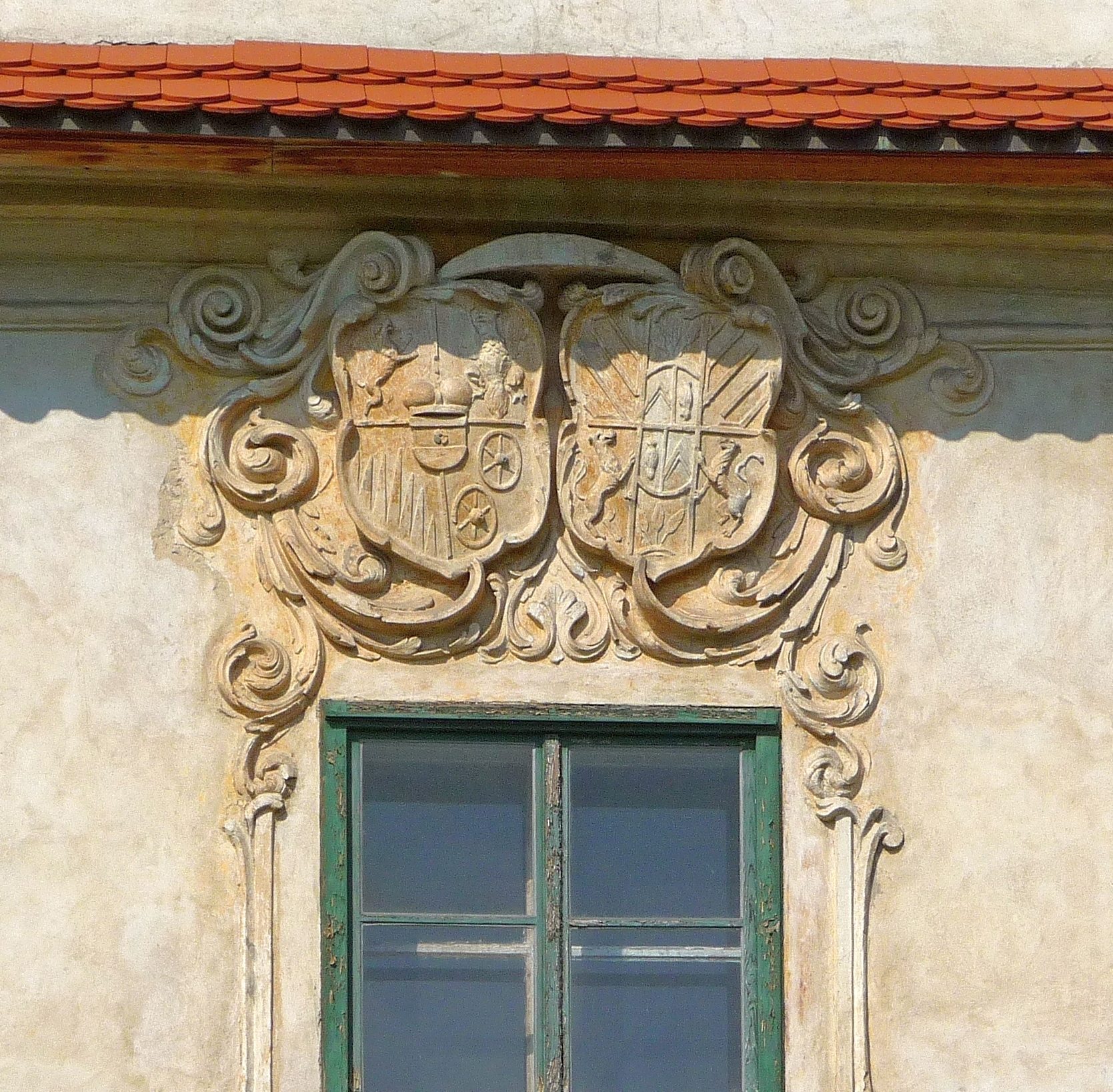
Herby Georga Gaschin (L) i Marii Saurau (P)
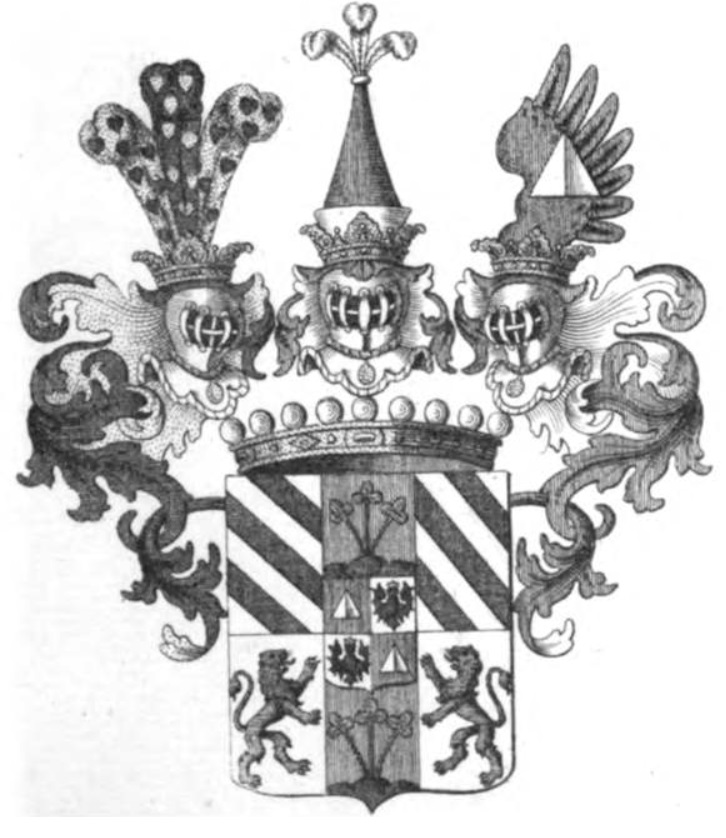
Herb von Saurau